# Быков мыс
Быков мыс (также Быковский мыс) — мыс в Булунском улусе Якутии (Россия).
Название мыса восходит к старинному поморскому термину «бык». «Быком» поморы называют каменный утёс, вдающийся в море. Якуты за суровый климат прозвали мыс «Хара тумус», что в переводе с якутского — «чёрный мыс».
Мыс находится за Полярным кругом, в дельте реки Лена (протока Исполатова), на полуострове Быковском. Омывается водами залива Неелова и водами моря Лаптевых. Быков мыс достигает высоты 18 м, сложен из твёрдых пород. От названия мыса получили свои названия село Быковский и Быковский эвенкийский национальный наслег.
В 1799 году у мыса был найден скелет шерстистого мамонта, ныне находящийся в экспозиции Зоологического музея Зоологического института РАН в Санкт-Петербурге. Место, где был найден скелет, давно обрушилось в море.